# 2311 El Leoncito
2311 El Leoncito este un asteroid din centura principală, descoperit pe 10 octombrie 1974 de Felix Aguilar Obs..